# Maranhão do Sul

O Maranhão do Sul é uma proposta para uma nova unidade federativa do Brasil. Com apoio aberto da elite política local, a aprovação do plebiscito aconteceu no Senado em 2007. Com o desmembramento do sul do estado do Maranhão, sua possível capital seria Imperatriz, por causa de sua localização estratégica, ou uma nova cidade poderia ser construída, assim como Palmas (Capital do Estado do Tocantins), e Brasília (Capital do Brasil e sede do Distrito Federal).